# Zombien Bombie
Zombien Bombie (orig. Bombie the zombie), seriefigur i Kalle Ankas universum skapad av Carl Barks. Dyker upp första gången i serien "Kalle Anka och voodoo-doktorns hämnd" från 1949. Han kommer till Ankeborg med en voodoo-docka som han ger till Kalle Anka. Dockan ska få den som klämmer den att krympa. Joakim von Anka berättar senare att det egentligen är honom som zombien är ute efter, men då Joakim i sin ungdom såg ut som Kalle är det brorsonen som får sona det som hans farbror gjorde i början av 1900-talet. Zombien sändes ut av häxdoktorn Foola Zoola för att kräva hämnd på Joakim efter att denne genom våld jagat bort en afrikansk stam från deras by i syfte att komma i besittning av marken och starta en gummiplantage.
I Sverige publicerades serien först 1988, i Kalle Anka Guldbok nr 5.
I serien "Världens rikaste anka" (KA 15/1994) låter Don Rosa Bombie jaga Joakim runt om i världen, till och med till Nordpolen och ombord på den sjunkande Titanic.
Rosa har senare låtit Bombie medverka i ytterligare en serie ("Ett fantastiskt drömliv", KA 51-52/2002), och i en holländsk producerad serie ("Verkan för värken" av Jan Kruse och Mau Heymans, KA 45/1999) syns en maskeraddräkt med Bombies utseende.